# Plumas Eureka (Kalifornija)
Plumas Eureka je naseljeno područje za statističke svrhe u američkoj saveznoj državi Kalifornija. Prema popisu stanovništva iz 2010. u njemu je živjelo 339 stanovnika.